# Santa Caterina Villarmosa
Santa Caterina Villarmosa är en ort och kommun i kommunala konsortiet Caltanissetta, innan 2015 i provinsen Caltanissetta, i regionen Sicilien i sydvästra Italien. Kommunen hade 5 253 invånare (2017).